# Joëlle Scheps
Joëlle Scheps (Gouda, 7 februari 1992) is een Nederlandse zwemster die op 18-jarige leeftijd Nederlandse leeftijdsrecords zwom op de 200 en 400 meter wisselslag. Hoewel zij als wisselslagzwemster alle slagen beheerst, specialiseert ze zich (naast de 200 meter wisselslag) met name op de 100 en 200 meter vrije slag. Scheps zwemt bij WVZ in Zoetermeer.

## Carrière
Scheps zwom haar eerste NK bij de senioren in 2006 in Drachten. In haar jeugdperiode behaalde ze twee nationale jeugdtitels op de 400 meter wisselslag, op de Open Nederlandse kampioenschappen kortebaanzwemmen 2007 in Amsterdam en op de Open Nederlandse kampioenschappen zwemmen 2008 in Eindhoven. Op de Open Nederlandse kampioenschappen zwemmen 2010 in Eindhoven veroverde Scheps haar eerste NK-medaille bij de senioren, in 2010 wist ze tevens Nederlandse leeftijdsrecords voor 18-jarigen te verbeteren op de 200 en 400 meter wisselslag. In juni 2010 verhuisde Scheps naar Eindhoven om zich bij het Nationaal Zweminstituut Eindhoven aan te sluiten, waar ze ging trainen onder leiding van Jeanet Mulder en vervolgens vanaf februari 2011 in de trainingsgroep van Marcel Wouda. Van augustus 2012 tot juni 2014 studeerde en trainde ze in Bowling Green, Ohio, USA onder leiding van Petra Martin.

## Resultaten

### Nederlandse kampioenschappen zwemmen
| Jaar | NK langebaan | NK kortebaan |
| ---- | --- | --- |
| 2006 | geen deelname | 47e 100m vrije slag 10e 800m vrije slag 25e 100m vlinderslag 12e 200m vlinderslag 23e 200m wisselslag 13e 400m wisselslag |
| 2007 | 29e 400m vrije slag 12e 800m vrije slag 25e 100m vlinderslag 8e 200m vlinderslag 15e 400m wisselslag                    | 34e 200m vrije slag 17e 100m schoolslag 14e 200m schoolslag 18e 200m wisselslag 7e 400m wisselslag                        |
| 2008 | 29e 100m vrije slag 19e 200m vrije slag 33e 50m vlinderslag 25e 100m vlinderslag 14e 200m wisselslag 7e 400m wisselslag | 9e 100m vrije slag 9e 200m vrije slag 20e 100m vlinderslag 5e 200m wisselslag 6e 400m wisselslag                          |
| 2009 | 5e 100m vrije slag 7e 200m vrije slag 4e 200m wisselslag 5e 400m wisselslag                                             | 10e 100m vrije slag 11e 200m vrije slag 7e 200m wisselslag 9e 400m wisselslag                                             |
| 2010 | 9e 100m vrije slag · 4e 200m vrije slag · 200m wisselslag · 4e 400m wisselslag                                          | 7e 100m vrije slag · 6e 200m vrije slag · 200m wisselslag · 4e 400m wisselslag                                            |
| 2011 | 11e 100m vrije slag · 200m vrije slag                                                                                   | 23e 100m vrije slag |
| 2012 | 8e 100m vrije slag · 4e 200m vrije slag · 200m wisselslag                                                               | |

## Persoonlijke records
Bijgewerkt tot en met 15 augustus 2012

### Kortebaan
| Afstand         | Tijd    | Datum           | Plaats      |
| --------------- | ------- | --------------- | ----------- |
| 100m vrije slag | 55,96   | 5 december 2010 | Amsterdam   |
| 200m vrije slag | 2.00,56 | 4 december 2010 | Amsterdam   |
| 200m wisselslag | 2.16,07 | 14 maart 2010   | Voorschoten |
| 400m wisselslag | 4.50,16 | 5 december 2010 | Amsterdam   |

### Langebaan
| Afstand         | Tijd    | Datum           | Plaats    |
| --------------- | ------- | --------------- | --------- |
| 100m vrije slag | 56,72   | 14 juni 2009    | Eindhoven |
| 200m vrije slag | 2.01,73 | 11 juni 2011    | Eindhoven |
| 200m wisselslag | 2.18,28 | 1 augustus 2010 | Coimbra   |
| 400m wisselslag | 4.57,76 | 22 mei 2010     | Oostende  |